# Serdar Demirbas
Serdar Demirbas (Rotterdam) is een Nederlands muzikant in Turkse volksmuziek. 
Demirbas kwam al op jonge leeftijd in aanraking met de Turkse volksmuziek, toen zijn vader hem al vroeg begon te leren hoe hij de Bağlama moest bespelen. In 2003 werd Demirbas zelf de nieuwe Muzenhuis saz-docent. Serdar is afgestudeerd aan het Rotterdams Conservatorium een leerling van Nahim Avci en Talip Özkan. Serdar volgde masterclasses bij Ali Ekber Cicek, Betin Gunes (dirigent van het Keuls Symfonieorkest), Melih Duygulu (musicoloog) en Arif Sag.